# 卡明斯 (加利福尼亞州門多西諾縣)
卡明斯（英語：Cummings）是位於美國加利福尼亞州門多西諾縣的一個非建制地區。該地的面積和人口皆未知。

## 地理
卡明斯的座標為39°55′00″N 123°37′55″W / 39.91667°N 123.63194°W，而該地的平均海拔高度為405米（即1329英尺）。